# Махкамов, Руфат Гулямович
Руфат Гулямович Махкамов (16 октября 1930, Ташкент — 26 июля 2018) — советский и узбекский учёный, академик Национальной академии наук Узбекистана (2000).

## Биография
Окончил МВТУ (1954, кафедра АМ2, руководитель диплома — Г. И. Грановский).
Младший научный сотрудник ЦНИИТМАШ (1954—1956). Учился в аспирантуре МВТУ при кафедре АМ2 (1957—1960), защитил диссертацию («Экспериментальное исследование причин образования трещин при плоском шлифовании твердых сплавов») с присвоением степени кандидата технических наук под руководством Г. И. Грановского (1961).
В 1960—1961 младший научный сотрудник МИСиС. В 1961—1962 научный секретарь отдела технических наук Президиума академии наук Узбекской ССР.
С 1962 в Ташкентском институте текстильной и легкой промышленности (ТИТЛП): 1963—1965 декан факультета, 1969—1995 — заведующий кафедрой «Текстильное машиностроение», с 1995 профессор кафедры «Машины и оборудование текстильной промышленности».
Доктор технических наук (1976, диссертация «Исследование поверхностей рабочих органов хлопкоочистительных машин и оптимизация их параметров с целью повышения качества волокна»: диссертация … доктора технических наук : 05.02.08. — Ташкент, 1974. — 298 с. : ил. защита в Московском текстильном институте). Профессор (1978). Член-корреспондент Академии наук Узбекской ССР (1984). Действительный член Национальной академии наук республики Узбекистан (2000), заслуженный деятель науки республики Узбекистан (14.12.1992).
Специалист в области обеспечения качества поверхности деталей машин. Автор (соавтор) более 130 научных трудов, 2 монографий.
Сочинения:
- Основы процесса взаимодействия поверхностей твердых тел с волокнистой массой [Текст]. — Ташкент : Фан, 1979. — 96 с. : ил.; 21 см.
- Повышение технологической надежности хлопкоочистительных машин, работающих в ударном режиме / Р. Г. Махкамов; Ташк. ин-т текстил. и лег. пром-сти им. Юлдаша Ахунбабаева. — Ташкент : Фан, 1989. — 150,[1] с. : ил.; 20 см; ISBN 5-648-00018-9